# توني هولم
توني هولم (بالإنجليزية: Tony Holm)‏ هو لاعب كرة قدم أمريكية أمريكي، ولد في 22 مايو 1908 في برمنغهام في الولايات المتحدة، وتوفي في 15 يوليو 1978.